# Foot Ball Club di Roma
Foot Ball Club di Roma (được biết đến nhiều nhất là Roman) là một câu lạc bộ thể thao của Ý từ vùng Parioli của Rome, được thành lập vào năm 1901 và được biết đến nhiều nhất với hoạt động bóng đá. Câu lạc bộ đã thi đấu trong các cuộc thi đầu tiên của Giải vô địch bóng đá Ý. Năm 1927, đây là một trong ba câu lạc bộ có trụ sở tại Rome đã sáp nhập để thành lập AS Roma, mà họ cho mượn màu sắc của họ.

## Lịch sử
Nguồn gốc sớm nhất của câu lạc bộ là từ năm 1901 khi Foot Ball Club di Roma được thành lập như một câu lạc bộ thể thao. Họ đã không mở phần bóng đá hiệp hội của họ cho đến năm 1903 tuy nhiên với một chút thay đổi tên.
Trong những ngày đầu tiên của Giải vô địch bóng đá Ý, chỉ có các câu lạc bộ bóng đá Bắc Ý mới được tham gia giải đấu nên Roman phải đợi đến năm 1912-13 để ra mắt chức vô địch và kết thúc giữa bảng trong nhóm của Lazio. Mùa giải tiếp theo câu lạc bộ đã chơi tốt, nhưng không vượt qua vòng bảng của Lazio vì bản thân SS Lazio chiếm ưu thế hơn.
Mùa giải thứ ba của họ trong mùa giải đã thành công hơn, họ đã hoàn thành top đầu của nhóm Lazio tiến vào trận chung kết miền Trung và miền Nam; thậm chí đánh bại đối thủ SS Lazio 5-2. Tuy nhiên, trước khi cuộc thi có thể tiến triển hơn nữa, nó đã bị hủy vì Thế chiến thứ nhất.

### Sau chiến tranh
Sau Thế chiến I, Roman yếu hơn, họ đã kết thúc cuối cùng của họ trong mùa trở lại 1919-2020 vì họ phải bị hủy một số trận đấu. Kết quả tương tự đã được trả lại trong mùa giải sau. Trong cuộc chia rẽ của Liên đoàn bóng đá Ý năm 1921, Roman đã tham gia vào biến thể CCI chứ không phải là FIGC.
Khi các giải đấu hòa nhập trở lại với nhau, Roman hoạt động kém và bị rớt xuống "I Divisione" (nay là Serie B). Roman không thể có được sự thăng tiến sau vài mùa cố gắng, vào năm 1927, họ đã hợp nhất với Alba-Audace và Fortitudo để thành lập AS Roma.